# Wyspy Auckland
Auckland (ang. Auckland Islands) – grupa wysp pochodzenia wulkanicznego położona na Oceanie Spokojnym (na Płaskowyżu Nowozelandzkim) około 465 km na południe od południowego krańca Wyspy Południowej. Administracyjnie wyspy należą do Nowej Zelandii. Ich współrzędne geograficzne: 50°28′ – 50°56′S oraz 165°52′ – 166°22′E.

## Geografia
Wyspy, które zajmują łączną powierzchnię około 627 km², są niezamieszkane. Główna wyspa archipelagu, wyspa Auckland, ma powierzchnię 510 km². Znana jest ze swoich wysokich klifów, osiągających nawet kilkaset metrów wysokości. Wyspa rozciąga się z północy na południe na długości 42 km. Jej południowa część rozszerza się, tworząc podstawę od szerokości 26 km. Od położonej bardziej na południe wyspy Adams (pow. 100 km²) oddziela ją wąska cieśnina, znana jako Carnley Harbour (lub Adams Straits). Stanowi ona zalaną wodami oceanicznymi kalderę wygasłego wulkanu, którego aktywność doprowadziła do wyłonienia się wysp ponad powierzchnię oceanu. Poza tymi dwiema głównymi wyspami archipelag obejmuje wiele mniejszych wysepek, z których najważniejsze to Disappointment i Enderby. Wyspy są górzyste; jeden z najwyższych szczytów, Cavern Peak na wyspie Auckland, osiąga wysokość 659 m n.p.m.
- Auckland – 510 km²; wymiary: 42 × 26 km; najwyższe wzniesienie: 659 m n.p.m. Cavern Peak
- Adams – 100 km²; 705 m Mount Dick
- Enderby – 4,8 km²; 46 m
- Disappointment – 3,0 km²; 3,35 × 1,53 km; 318 m
- Ewing – 0,6 km²; 1,42 × 1,1 km; 24 m
- Rose – 48 m n.p.m.[1]

## Historia
Na północnych krańcach wysp w XIII wieku przejściowo osiedlili się Maorysi – istnieją dowody archeologiczne ich bytności.
Wyspy zostały odkryte dla Europejczyków w 1806 przez kapitana statku wielorybniczego Abrahama Bristowa, który nazwał je na cześć Williama Edena, barona Auckland. Rok później Wielka Brytania uznała wyspy za część Imperium brytyjskiego. Wyspy Auckland odwiedzali badacze antarktyczni: Jules Dumont d’Urville w 1839 i James Clark Ross w 1840. W tym samym okresie podjęto próby osiedlenia się na wyspie – powstały tu bazy łowców wielorybów i fok. Większa osada, Hardwicke, założona przez Charlesa Enderby’ego, mająca być fundamentem kolonizacji, przetrwała tylko dwa lata (1850–1852). Fiasko kolonizacji było wynikiem ostrego klimatu i częstych opadów charakterystycznych dla Oceanu Południowego.
Za czasów ekspedycji Rossa nastąpiła druga fala osadnictwa maoryskiego: na wyspie Enderby osiedlili się osadnicy z wysp Chatham z plemienia Ngāti Mutunga. Pomagali oni Brytyjczykom w budowie infrastruktury na wyspie.
W 1863 parlament Wielkiej Brytanii zdecydował, że wyspy stanowić będą część terytorium Nowej Zelandii. W latach 40. XX wieku Nowa Zelandia utrzymywała na Auckland stację meteorologiczną, którą musiała jednak zlikwidować po kilku latach. Obecnie mieści się tutaj jedynie automatyczna stacja sejsmologiczna, gdyż obszar ten nawiedzany jest dość często przez silne trzęsienia ziemi.

## Fauna i flora
Na wyspach znalazły swoje miejsce liczne kolonie ptaków oceanicznych i ssaków morskich, między innymi uchatki nowozelandzkiej.
Na wyspie Auckland żyje endemiczny gatunek ptaka z rodziny kaczkowatych (Anatidae), cyraneczka auklandzka (Anas aucklandica). Do XX wieku występował tam także drugi endemit z tej rodziny, tracz auklandzki (Mergus australis). Ostatniego osobnika tego gatunku zanotowano w 1902.